# Costo incrementale
In economia il costo incrementale rappresenta l'incremento di costo che l'aumento di una certa quantità di prodotto comporta. Per la prima unità coincide con il  costo marginale e successivamente per le altre unità prodotte è pari al costo aggiuntivo diviso le unità di prodotto aggiuntive descrivendo il costo medio di quell'incremento di produzione.